# Asperemaeus longipilus
Asperemaeus longipilus är en kvalsterart som beskrevs av Valerie M. Behan-Pelletier 1982. Asperemaeus longipilus ingår i släktet Asperemaeus och familjen Eremaeidae. Inga underarter finns listade.